# Градец (община Виница)
Гра́дец (макед. Градец) — село в Республике Македония, входит в общину Виница.
Село расположено к югу от административного центра общины — города Виница, в подножье горного массива Плачковица, высота над уровнем моря — 630 м.

## История
В XIX веке Градец был населён турками, в 1900 году здесь проживало 700 жителей.

## Население
Население села на 2002 год — 1245 человек, из них 1215 — македонцы, 21 — цыгане и 9 жителей — турки.